# أتوغراف كوليكشن
أوتوغراف كوليكشن (بالإنجليزية: Autograph Collection)‏ :هي مجموعة من الفنادق الراقية المستقلة ضمن محفظة العلامات التجارية لـ ماريوت الدولية .
فنادق مجموعة أوتوغراف كوليكشن هي مملوكة مستقلة ومرخصة تحت اسم أتوغراف كوليكشن. 
أطلقت العلامة التجارية في عام 2010 ضمن سبعة فنادق لمجموعة فنادق كيسلر، المدارة بـ ريتشارد كيسلر، وصارت واحدة من أسرع ماركات الفنادق نموا في تاريخ مجال الفنادق. 
في عام 2018 ضمت حوالي 166 فندقا و34902 غرفة. 